# Monarca de barbeta negra
El monarca de barbeta negra (Symposiachrus mundus) és un ocell de la família dels monàrquids (Monarchidae).

## Hàbitat i distribució
Habita els boscos de Damar, Babar i les illes Tanimbar, a les illes Petites de la Sonda.